# Pagny-la-Ville
 Pagny-la-Ville  es una población y comuna francesa, en la región de Borgoña, departamento de Côte-d'Or, en el distrito de Beaune y cantón de Seurre.

## Demografía
| 374 | 346 | 333 | 310 | 316 | 383 |
| Para los censos de 1962 a 1999 la población legal corresponde a la población sin duplicidades (Fuente: INSEE [Consultar]) |     |     |     |     |     |